# Marcin Jaros
Marcin Jaros (ur. 27 lutego 1981 w Oświęcimiu) – polski hokeista, reprezentant Polski.

## Kariera
- Unia Oświęcim (2000–2007)
- Zagłębie Sosnowiec (2007–2010)
- Unia Oświęcim (2010–2015)
- Cracovia (2015)
- Zagłębie Sosnowiec (2015-2017)
- Naprzód Janów (2017-2018)

Absolwent NLO SMS PZHL Sosnowiec z 2000. Wieloletni zawodnik Unii Oświęcim, po raz drugi do stycznia 2015. Od stycznia 2015 zawodnik Cracovii. Od lipca 2015 ponownie zawodnik Zagłębia Sosnowiec. Od września 2017 zawodnik Naprzodu Janów.
22 grudnia 2004 podczas meczu Polska-Gwiazdy NHL (3:3, k. 0:2) strzelił dwie bramki pokonując legendarnego czeskiego bramkarza Dominika Haška.
W trakcie kariery określany pseudonimem Maliniak.

## Sukcesy
Klubowe
- Złoty medal mistrzostw Polski: 2001, 2002, 2003, 2004 z Unią Oświęcim
- Srebrny medal mistrzostw Polski: 2005 z Unią Oświęcim
- Brązowy medal mistrzostw Polski: 2011, 2012 z Unią Oświęcim
- Puchar Polski: 2002 z Unią Oświęcim
- Finał Pucharu Polski: 2004, 2010, 2011 z Unią Oświęcim
- Złoty medal I ligi: 2019 z Naprzodem Janów

Indywidualne
- Najlepszy napastnik finału Pucharu Polski edycji 2010.